# 가스안전연구원
가스안전연구원(-安全硏究院)은 석유가스안전 관련 신기술 연구를 목표로 하여 석유가스산업분야 학술대회 개최 등을 수행하는 한국가스안전공사 소속 연구기관이다. 충북 음성군 맹동면 원중로 1390에 위치하고 있다.

## 조직

### 미래연구실
- 연구관리부
- 수소에너지연구부
- 기술정책연구부

### 안전연구실
- 시스템연구부
- 장치연구부
- 기기연구개발부

### 방재연구실
- 산업가스안전기술지원센터
- 방폭인증센터
- 건설지원부

### 에너지안전실증연구실
- 실증연구부
- 방호시설인증센터
- 화재폭발연구부

## 같이 보기
- 한국가스안전공사